# Armando Cortesão
Armando Frederico Zuzarte Cortesão (ur. 31 stycznia 1891 w São João do Campo, zm. 29 listopada 1977 w Lizbonie) – portugalski lekkoatleta, uczestnik igrzysk olimpijskich w Sztokholmie w 1912

## Występy na igrzyskach olimpijskich
Cortesão  wystartował w dwóch konkurencjach na igrzyskach olimpijskich w 1912 r. Wziął udział w zmaganiach lekkoatletycznych. 
Pierwszy raz wystartował na dystansie 800 m rozgrywanym 6 lipca. W trzecim biegu eliminacyjnym zajął drugie miejsce i awansował dalej. W półfinale rozgrywanym następnego dnia zajął ostatnie – 9. miejsce i nie awansował do finału. Ponownie Cortesão wystartował 12 lipca. Tym razem wziął udział w biegu na 400 m. W trzecim biegu eliminacyjnym zajął ostatnie trzecie miejsce i nie awansował dalej.

## Rekordy życiowe
- Bieg na 800 metrów – 2:13,4 (1913)